# Zdenko Vukasović
Zdenko Vukasović (Split, 19. rujna 1941. – 19. svibnja 2021.), je bio vratar RNK Split u njegovoj drugoj prvoligaškoj sezoni (1960./1961.). Karijeru je nastavio u Hajduku. Za Hajduk je imao 50 nastupa, a prvi je bio 22. travnja 1964 kada Hajduk u Splitu gubi od Crvene zvezde s 4/1. Imao je 14 prvenstvenih nastupa i 3 za Kup.
Kasnije (od 1965.) brani vrata u nekoliko belgijskih klubova sve do 1975.
Sahranjen je 21. svibnja 2021. na splitskom groblju Lovrinac.